# Адріель (футболіст)
Адріель Тадеу Феррейра до Сілва або просто Адріель (порт.-браз. Adriel Tadeu Ferreira da Silva / Adriel; нар. 22 травня 1997, Сан-Паулу, Бразилія) — бразильський футболіст, захисник «Пайсанду».

## Життєпис
Вихованець «Осаску Аудакс», у структурі якого перебував з 2012 року. У 2014 році виступав в оренді за молодіжну команду «Осаску». З 2016 року тренувався з першою командою «Осаску Аудакс». У 2018 році виступав в оренді за 
У 2019 році перейшов до «Гайнаре Тотторі». У команді відіграв один сезон, по завершенні якого залишив японський клуб.
У 2021 році підсилив колектив бразильської Серії C «Пайсанду».

## Статистика виступів

### Клубна
Станом на 6 червня 2019.
| Клуб                | Сезон              | Ліга               | Ліга  | Ліга | Чемпіонат штату | Чемпіонат штату | Нац. кубок | Нац. кубок | Кубок ліги | Кубок ліги | Інші  | Інші | Загалом | Загалом |
| Клуб                | Сезон              | Дивізіон           | Матчі | Голи | Матчі           | Голи            | Матчі      | Голи       | Матчі      | Голи       | Матчі | Голи | Матчі   | Голи    |
| ------------------- | ------------------ | ------------------ | ----- | ---- | --------------- | --------------- | ---------- | ---------- | ---------- | ---------- | ----- | ---- | ------- | ------- |
| «Осаску Аудакс»     | 2016               | Серія D            | 1     | 0    | 0               | 0               | 0          | 0          | –          | –          | 0     | 0    | 1       | 0       |
| «Осаску Аудакс»     | 2017               | Серія D            | 0     | 0    | 0               | 0               | 0          | 0          | –          | –          | 0     | 0    | 0       | 0       |
| «Осаску Аудакс»     | 2018               | –                  | –     | –    | 5               | 0               | 0          | 0          | –          | –          | 0     | 0    | 5       | 0       |
| «Осаску Аудакс»     | Загалом            | Загалом            | 1     | 0    | 5               | 0               | 0          | 0          | 0          | 0          | 0     | 0    | 6       | 0       |
| «Аудакс Ріу» (loan) | 2018               | –                  | –     | –    | 2               | 0               | 0          | 0          | –          | –          | 6     | 1    | 8       | 1       |
| «Гайнаре Тотторі»   | 2019               | Джей-ліга 3        | 8     | 1    | –               | –               | 0          | 0          | 0          | 0          | 0     | 0    | 8       | 1       |
| Загалом за кар'єру  | Загалом за кар'єру | Загалом за кар'єру | 9     | 1    | 7               | 0               | 0          | 0          | 0          | 0          | 6     | 1    | 22      | 2       |

Примітки
1. ↑  Матчі в Серії A2 Ліги Пауліста
2. ↑  Матчі в Серії A2 Ksub Rfhsjrb
3. ↑  Матчі в кубку Ріо

## Досягнення
- Ліга Паранаенсе
  -  Чемпіон (1): 2021